# Dušan Uškovič (1958)
Dušan Uškovič (* 25. října 1958) je bývalý slovenský fotbalový záložník.

## Fotbalová kariéra
V československé lize hrál za Tatran Prešov. V československé lize nastoupil v 97 utkáních a dal 17 gólů. Dále hrál za Vagónku Poprad.

## Ligová bilance
| Ročník                                      | Zápasy | Góly | Klub           |
| ------------------------------------------- | ------ | ---- | -------------- |
| 1. slovenská národní fotbalová liga 1981/82 | 13     | 1    | Vagónka Poprad |
| 1. československá fotbalová liga 1983/84    | 29     | 7    | Tatran Prešov  |
| 1. československá fotbalová liga 1984/85    | 30     | 6    | Tatran Prešov  |
| 1. československá fotbalová liga 1985/86    | 26     | 3    | Tatran Prešov  |
| 1. československá fotbalová liga 1986/87    | 12     | 1    | Tatran Prešov  |
| CELKEM                                      | 110    | 18   |                |